# Медаль имени Михаила Чехова
Медаль имени Михаила Чехова — медаль, учреждённая Домом русского зарубежья имени Александра Солженицына и киностудией «Русский путь», вручается за выдающиеся достижения в области кинематографии и театрального искусства.

## Основные сведения
Медаль имени выдающегося деятеля мировой культуры, русского актёра, режиссёра и педагога Михаила Александровича Чехова учреждена в 2008 году Домом русского зарубежья имени Александра Солженицына и киностудией «Русский путь».
Лауреат награды определяется Комитетом по награждению Медалью имени Михаила Чехова.

В состав Комитета входят:
- Председатель Комитета — кинорежиссёр, сценарист, продюсер, член-корреспондент Национальной Академии кинематографических искусств и наук России, директор и художественный руководитель киностудии «Русский путь», Президент Международного кинофестиваля «Русское зарубежье» Сергей Леонидович Зайцев;
- директор Дома русского зарубежья имени Александра Солженицына, председатель Организационного комитета Международного кинофестиваля «Русское зарубежье», заслуженный работник культуры Российской Федерации, кандидат исторических наук Виктор Александрович Москвин;
- актёр театра и кино, народный артист СССР, художественный руководитель Государственного академического Малого театра России Юрий Мефодьевич Соломин;
- продюсер, директор Международного фестиваля православного кино в Сербии «Сильные духом», директор Недели российского детского кино в Сербии «Сказки детства» Филипп Владимирович Кудряшов;
- художественный руководитель и главный режиссёр Иркутского городского театра народной драмы, заслуженный артист и заслуженный деятель искусств России Михаил Георгиевич Корнев;
- поэт, сценарист, журналист Александр Борисович Попов;
- поэт, сценарист, журналист Дмитрий Валерьевич Кузнецов;
- автор и исполнитель песен, главный библиограф Дома русского зарубежья имени Александра Солженицына, кандидат исторических наук Виктор Владимирович Леонидов;
- актёр театра и кино, заслуженный артист Российской Федерации Юрий Викторович Беляев;
- актёр театра, сценарист, радиоведущий, преподаватель школы Михаила Чехова в Берлине Федор Анатольевич Степанов;
- саунд-продюсер, звукорежиссер Дирекции оформления эфира Первого канала Вячеслав Александрович Булгаков;
- фотохудожник Сергей Анатольевич Стрельников.

## Порядок вручения
Медаль ежегодно вручается видным деятелям культуры разных стран за выдающиеся достижения в области кинематографии и театрального искусства.
Награды удостаиваются сценаристы, драматурги, режиссёры, продюсеры, актёры, операторы, художники, композиторы, дирижёры, исполнители, звукорежиссёры, монтажёры, педагоги, киноведы, критики, историки кино и театра, а также подвижники, внесшие значительный вклад в сохранение и популяризацию мирового творческого наследия в сфере кинематографии и театрального искусства.

## Описание медали
Медаль выполнена из бронзы, художником Игорем Хамраевым, по мотивам одного из рисунков серии Николая Ремизова «Психологический жест Михаила Чехова». На лицевой стороне медали — символическое изображение актёра в момент концентрации («закрытия»), как непременного условия последующей самоотдачи. С левого края — фрагмент открытого театрального занавеса и надпись «Михаил Чехов». На оборотной стороне — киноплёнка, напоминающая парус, наполненный ветром, — символ удачи и творческих надежд, и цитата «…Сущность нашей профессии состоит в том, чтобы отдавать — отдавать постоянно… ничего не сохраняя для себя. М. Чехов».

## Лауреаты медали
- 2008 год — актриса Джоанна Мерлин (США)[1]
- 2008 год — народный артист РСФСР, лауреат премии «Оскар» Никита Михалков[2]
- 2008 год — народный артист РСФСР Сергей Юрский[3]
- 2009 год — актриса Марина Влади (Франция)[4]
- 2009 год — драматург и поэт Тонино Гуэрра (Италия)[5]
- 2009 год — народный артист РСФСР Николай Караченцов[6]
- 2010 год — народный артист СССР, кинооператор Владислав Микоша[7]
- 2010 год — народный артист СССР Владимир Этуш[8]
- 2010 год — актриса, лауреат премии «Оскар» Хелен Миррен (Великобритания)[9]
- 2011 год — художник Кирилл Арнштам (Франция)[10]
- 2011 год — народная артистка СССР Галина Вишневская[11]
- 2011 год — композитор Горан Брегович (Сербия)[12]
- 2012 год — народный артист СССР Юрий Соломин[13]
- 2013 год — народный артист Российской Федерации Георгий Натансон[14]
- 2014 год — актёр, лауреат премии «Оскар» Юл Бриннер (США)[15] ,[16]
- 2015 год — сценарист, режиссёр, педагог, актриса Наталья Назарова[17]
- 2015 год — народная артистка СССР Майя Плисецкая[18]
- 2015 год — художник по костюмам, заслуженный работник культуры Российской Федерации Нэлли Фомина
- 2016 год — художник-мультипликатор, заслуженный деятель искусств Российской Федерации, лауреат премии «Оскар» Александр Петров[19]
- 2017 год — актриса театра и кино, заслуженная артистка РСФСР Анна Каменкова[20]
- 2017 год — композитор, заслуженный деятель искусств РСФСР Сергей Баневич[21]
- 2018 год — кинооператор Сергей Астахов[22]
- 2019 год — художник-постановщик Валерий Кострин[23]
- 2020 год — звукорежиссер, заслуженный деятель искусств Российской Федерации Роланд Казарян
- 2021 год — актер, дважды лауреат премии «Оскар» Питер Устинов (Великобритания)
- 2021 год — кинорежиссер, заслуженный деятель искусств Российской Федерации Андрей Осипов
- 2022 год — композитор, лауреат Государственной премии Российской Федерации Владимир Мартынов
- 2023 год — народный артист РСФСР Александр Збруев
- 2023 год — актёр, режиссёр, педагог, заслуженный деятель искусств Российской Федерации Андрей Дрознин[англ.]
- 2023 год — театровед, педагог, театральный критик, заслуженный деятель искусств РСФСР Борис Любимов
- 2024 год — композитор, народный артист Российской Федерации Александр Зацепин[24]
- 2024 год — актриса, народная артистка РСФСР Светлана Крючкова[24]